# ألين فرانكل
ألين فرانكل (بالإنجليزية: Eliot Frankel)‏ هو أكاديمي أمريكي، ولد في 1923، وتوفي في 4 فبراير 1990 بسبب سرطان المعدة.